# ماریسا دیگز
ماریسا دیگز (انگلیسی: Marissa Diggs؛ زادهٔ ۸ آوریل ۱۹۹۲) بازیکن فوتبال اهل ایالات متحده آمریکا است.
از باشگاه‌هایی که در آن بازی کرده‌است می‌توان به هیوستون دش اشاره کرد.